# Куртипитрици (Бриндизи)
Куртипитрици (итал. Curtipitrizzi) је насеље у Италији у округу Бриндизи, региону Апулија.
Према процени из 2011. у насељу је живело 164 становника. Насеље се налази на надморској висини од 67 м.